# Låt stå!
Låt stå! är en TV-serie i sex delar från år 2000 som gick på SVT, med bl.a. Gustaf Hammarsten som spelade rektor och Anna Maria Käll och Helena Kallenbäck som spelade lärare, den senare en tysklärarinna, i rollerna. Regissör var Magnus Skogsberg. Den utspelade sig på Kvarnstensskolan.